# لويد جونز (منافس ألعاب قوى)
لويد جونز (بالإنجليزية: Lloyd Jones)‏ هو منافس ألعاب قوى أمريكي، ولد في 12 سبتمبر 1884، وتوفي في 1 مايو 1971.

## وصلات خارجية
- لويد جونز على موقع أوليمبيديا (الإنجليزية)